# Strukturformel
 For alternative betydninger, se Formel.
En strukturformel eller stregformel er en grafisk fremstilling af et molekyles opbygning. Strukturformlen viser, i modsætning til en sumformel eller en empirisk formel, hvordan stoffets grundstoffer er forbundet med hinanden.
I organisk kemi tegnes der en streg for hvert fælles elektronpar der indgår i de kovalente bindinger. En binding der består af et elektronpar tegnes med en streg, mens dobbelt- og tripelbindinger, der indeholder henholdsvis to og tre elektronpar, tegnes med tilsvarende to eller tre streger. Mere øvede kemikere tegner dog normalt kun kulstofskelettet og eventuelle heteroatomer, mens man typisk udelader brintatomer, medmindre de er vigtige for forståelsen af molekylets opbygning, f.eks. ved tegning af nogle isomere molekyler eller af æstetiske årsager.

## Specielle tilfælde
I en række tilfælde er det ikke muligt blot at tegne streger, da vigtig information om molekylets struktur så kan gå tabt. Der er derfor udviklet en række retningslinjer for hvorledes forskellige typer af molekyler skal tegnes.

### Strukturformler med rumlig information
Når der tegnes strukturformler af enantiomerer, hvor molekylets rumlige opbygning er af stor betydning, benyttes en bestemt grafik til at vise den tredimensionelle struktur. Typisk er det opbygningen omkring et eller ganske få kulstofatomer som er interessant, og der tages udgangspunkt i dette eller disse atomer. Et kulstofatom har en tetraedrisk opbygning, og strukturformlen tegnes således at to af bindingerne fra kulstofatomet ligger i papirets plan og de to sidste peger henholdsvis væk fra og ud mod tegneren. Den binding der peger væk fra tegneren tegnes med et stiplet linje, men den binding der peger ud mod tegneren tegnes med en tyk linje.

### Hydrogenbindinger
Hydrogenbindinger er specielle fordi de ikke er rigtige bindinger, men de kan dog være vigtige for forståelsen af molekylets kemi. Hydrogenbindinger tegnes med stiplede linjer i mellem de to atomer som indgår i hydrogenbindingen.

### Aromatiske forbindelser
Aromatiske forbindelser indeholder benzenringe eller lignende funktionelle grupper. En benzenring består af 6 kulstofatomer i en ring, hvor længden af C-C-bindingen er længere end en dobbeltbinding men kortere end en enkeltbinding. Det svarer til at der skulle være tre enkelbindinger og tre dobbeltbindinger. Benzenringen kan derfor tegnes som en sekskant hvor hver anden binding består af to streger. Reelt er de seks bindinger lige lange, og en mere præcis strukturformel for benzenringe er en sekskant med en cirkel indeni.